# Primera divisió espanyola de futbol
|  | «primera divisió» redirigeix aquí. Vegeu-ne altres significats a «Primera Divisió (desambiguació)». |

|  | Aquest article és sobre la competició masculina. Per a la competició femenina, vegeu Lliga espanyola de futbol femenina |

La Primera divisió espanyola de futbol (oficialment LaLiga EASports), més coneguda com a La Lliga (castellà: La Liga), és la màxima categoria masculina del sistema de lligues de futbol d'Espanya. Se celebra cada any des de 1929, i actualment la controla i organitza la Lliga de Futbol Professional (LFP).
La primera divisió d'Espanya és una de les lligues més potents del món, segons el rànquing anual oficial de la Federació Internacional d'Història i Estadística de Futbol (en anglès, IFFHS).

## Història

### Inicis
El primer torneig es va disputar la temporada 1928/1929, i la va guanyar el FC Barcelona. Per decidir quins equips formarien part del campionat, es va determinar convidar els sis campions (Athletic Club de Bilbao, Arenas Club de Getxo, Real Madrid CF, Reial Societat, FC Barcelona i Real Unión Club de Irun) i tres subcampions (RCD Espanyol, Club Atlético de Madrid i CE Europa) que havia tingut fins llavors el denominat Campionat d'Espanya. El desè equip (Real Racing Club de Santander) va sortir del primer torneig classificatori de la història de la Lliga.
La temporada 1934-1935 es va ampliar, per primera vegada, el nombre d'equips, passant a disputar-se amb dotze. La competició va ser suspesa per la Guerra Civil espanyola el 1936 i es va reprendre en acabar aquesta amb els mateixos equips que estaven presents abans de la interrupció.

### Naixement de la LFP
Fins a la temporada 1984/85 la Real Federació Espanyola de Futbol (RFEF) s'encarregava de l'organització del torneig. A partir de llavors, la competició va ser organitzada per la Lliga Nacional de Futbol Professional (LFP), organisme independent que es va formar per iniciativa dels propis clubs després de desavinences amb la RFEF respecte a la gestió de la professionalització i el repartiment econòmic dels beneficis de la Lliga.
La temporada 1986/87 es va provar, sense èxit, el sistema de play-off. Un cop acabada la lliga regular, es van dividir els llavors 18 clubs participants en tres grups de sis equips. Per aquest motiu, aquesta campanya va ser la més llarga de la història, amb 44 jornades (34 de Lliga i 10 de play-off). Un únic equip va descendir i tres van ascendir, per la qual cosa l'any següent va començar la Lliga de 20 equips, idèntica a l'actual.

### La Lliga de 22 equips
L'estiu de 1995 la LFP va decidir excloure de les seves competicions per la temporada 1995/96 el RC Celta de Vigo i el Sevilla FC (relegant-los a la Segona Divisió B) per diferents defectes en la documentació de la seva inscripció, l'endemà d'acabar el termini per a la seva entrega. Simultàniament, el Real Valladolid CF i l'Albacete Balompié, dos equips descendits a Segona Divisió al final del campionat anterior, van ser convidats per la LFP a ocupar les places del Celta i el Sevilla.
Els dos clubs afectats van presentar sengles recursos emparant-se en la Ley General de la Administración y del Procedimiento Administrativo Común, considerant que la LFP havia vulnerat el dret d'ambdues entitats a esmenar, una vegada notificades, les deficiències documentals d'un expedient lliurat en termini. Per la seva banda, el Valladolid i l'Albacete també van presentar les seves al·legacions al Consejo Superior de Deportes (CSD), en considerar inaplicable la Ley de Procedimiento Administrativo per tractar-se la LFP i la RFEF d'entitats privades, demandant així que es reconegués la seva categoria una vegada acceptada la invitació rebuda i formalitzada la inscripció d'acord els havia estat requerida.
Paral·lelament, i com a mesura de pressió, hi va haver importants mobilitzacions per part dels seguidors dels clubs implicats i, fins i tot, des del CSD es van denunciar pressions polítiques.
Inhibits el CSD i la Reial Federació Espanyola, la decisió final va quedar a criteri del ple de l'Assemblea de la Lliga Nacional de Futbol Professional, que es va reunir en una sessió televisada en directe. Mantenir l'exclusió de Celta i Sevilla significava el risc d'una paralització judicial de les competicions i l'amenaça d'indemnitzacions milionàries a clubs implicats, patrocinadors i socis comercials (televisió); riscos similars s'albiraven si els exclosos fossin Valladolid i Albacete que, complementant els tràmits després de la invitació rebuda, argumentaven haver adquirit el dret a participar en la màxima categoria. Després de la crua intervenció del president de la SD Compostela, José María Caneda, que va treure a la llum la malaptesa de la mateixa LFP, es va aconseguir per aclamació la conformitat de l'Assemblea amb una solució de compromís que va consistir a incrementar en dos el nombre d'equips participants en el torneig de lliga, perllongant fins a les 42 jornades durant les dues temporades següents. La solució implicava modificar el nombre d'ascensos i descensos a partir de la temporada 1996 /97, en què van descendir quatre equips i en van ascendir tan sols dos, i jugant el tercer classificat de Segona contra el cinquè pitjor de Primera la promoció, i indemnitzant econòmicament al quart classificat de Segona per privar de la possibilitat de disputar l'ascens. A canvi, a partir de la temporada 1999/2000 es va eliminar la promoció i es va incrementar en un (de dos a tres) el nombre d'ascensos i descensos directes entre Primera i Segona Divisió per temporada.

### La Lliga de les «Estrelles»
Des de fa alguns anys, la primera divisió és anomenada en els mitjans de comunicació com la Liga de las Estrellas. Després de l'aparició de les televisions privades a Espanya, els clubs van augmentar considerablement els ingressos gràcies a suculents contractes d'emissió de partits per televisió. Això els va permetre contractar a molts dels millors futbolistes del món, encara que, històricament, ja anaven fent d'alguna manera.
D'acord amb la classificació anual realitzada per la Federació Internacional d'Història i Estadística de Futbol (IFFHS), la primera divisió espanyola va ser considerada com la millor lliga del món els anys 2000, 2001, 2002 i 2004.
A partir de la temporada 2008/09 va canviar per primera vegada la seva denominació, després d'un acord de patrocini de tres anys entre la LFP i el Banco Bilbao Vizcaya Argentaria, i va passar a anomenar-se Liga BBVA. L'acord va perdurar fins a la campanya 2016-17, en la qual va passar a denominar-se Laliga Santander, després d'un acord amb el Banc Santander.

## Sistema de competició
La primera divisió d'Espanya és un torneig organitzat i regulat (conjuntament amb la Segona Divisió) per la Lliga Nacional de Futbol Professional (LFP), els membres de la qual són els mateixos clubs participants.
La competició es disputa anualment, començant a finals del mes d'agost o principis de setembre, i s'acaba el mes de maig o juny del següent any.
La primera divisió consta d'un grup únic integrat per 20 equips, pertanyents a clubs de futbol o a societats anònimes esportives (SAD). Seguint un sistema de lliga, els vint equips s'enfronten tots contra tots en dues ocasions (una en camp propi i una altra en camp contrari) sumant un total de 38 jornades. L'ordre de les trobades es decideix per sorteig abans de començar la competició.
La classificació final s'estableix d'acord amb els punts totals obtinguts per cada equip en finalitzar el campionat. Els equips obtenen tres punts per cada partit guanyat, un punt per cada empat i cap punt pels partits perduts. Si en finalitzar el campionat dos equips igualen a punts, els mecanismes per desempatar la classificació són els següents:
1. Qui tingui una major diferència entre gols a favor i en contra segons el resultat dels partits jugats entre ells.
2. Qui tingui la major diferència de gols a favor tenint en compte tots els obtinguts i rebuts en el transcurs de la competició.
3. El club que hagi marcat més gols.

Si l'empat a punts és entre tres o més clubs, els successius mecanismes de desempat són els següents:
1. La millor puntuació de la que a cadascun correspongui d'acord amb els resultats dels partits jugats entre si pels clubs implicats.
2. La major diferència de gols a favor i en contra, considerant únicament els partits jugats entre si pels clubs implicats.
3. La major diferència de gols a favor i en contra tenint en compte totes les trobades del campionat.
4. El major nombre de gols a favor tenint en compte totes les trobades del campionat.
5. El club millor classificat d'acord amb els barems de fair play.

L'equip que més punts sumi al final del campionat serà proclamat campió de Lliga i obtindrà el dret automàtic a participar en la fase de grups de la següent edició de la Lliga de Campions de la UEFA, juntament amb el subcampió i el tercer classificat; el quart classificat disputarà la ronda prèvia per accedir a la fase de grups d'aquesta competició. El cinquè classificat obtindrà el dret a participar en la ronda de play-off de la propera Lliga Europa de la UEFA i el sisè, a la tercera eliminatòria d'aquesta. Si a la Copa del Rei el campió i el subcampió estan classificats per a la Lliga de Campions, el setè classificat obtindrà el dret a jugar la tercera ronda prèvia de la següent edició de l'Europa League. A més, el campió disputa la Supercopa d'Espanya, enfrontant-se al guanyador de la Copa del Rei d'aquesta mateixa temporada.
Els tres últims equips baixaran a la Segona Divisió i, d'aquesta, ascendiran recíprocament els dos primers classificats i un tercer vencedor d'un sistema d'eliminatòries, reemplaçant així als equips que descendeixin. El tercer ascens des de Segona Divisió determinat pel sistema d'eliminatòries serà el vencedor d'una final composta entre el guanyador de l'eliminatòria entre el tercer i sisè millor classificats i el guanyador de l'eliminatòria entre el quart i cinquè millor classificats. Les eliminatòries es jugaran a l'anada al camp del pitjor classificat en la competició regular. Aquest sistema va ser introduït en la temporada 2010/11, mentre que anteriorment ascendia directament el tercer millor classificat.
Fins a la temporada 1998/99, els dos últims classificats descendien directament, i el dissetè i el divuitè classificats jugaven una promoció, enfrontant-se al tercer i quart classificats de Segona Divisió, respectivament. Els vencedors d'aquests partits aconseguien jugar a primera divisió la temporada següent i, els perdedors, disputaven la Segona Divisió.
A la temporada 1986/87, es va arribar a jugar un sistema de play-off que, al final de la temporada regular, va dividir els equips en tres grups de sis conjunts cadascun d'acord amb la classificació que havien obtingut després de les 34 jornades ordinàries. Sis van lluitar pel títol, sis per la Copa de la Lliga i, els sis restants, van lluitar per eludir el descens. Els punts obtinguts en els play-off es van sumar als aconseguits a la Lliga regular.

## Equips de Primera Divisió Espanyola (2024-2025)
| - Deportivo Alavés - Athletic Club - Atlètic de Madrid - FC Barcelona - Betis - Celta - Espanyol - Getafe - Girona FC - UD Las Palmas |  | - Leganés - RCD Mallorca - CA Osasuna - Rayo Vallecano - Reial Madrid - Reial Societat - Sevilla - València CF - Real Valladolid CF - Vila-real CF |

## Historial
Tot i que 63 equips diferents han disputat la Primera divisió al llarg de la seva història, fins ara només han estat capaços de guanyar el torneig nou clubs: Reial Madrid, en 36, FC Barcelona, en 28; Atlètic de Madrid, en 11; Athletic Club, a 8; València CF, en 6; Reial Societat, en 2 i Reial Betis, Sevilla FC i Deportivo de la Corunya, en 1.
| Temporada                                                            | Campió                                                       | Subcampió                                                    | Tercer                                                       | Notes                                                                       |
| Nom oficial: Campeonato Nacional de Liga de primera división         | Nom oficial: Campeonato Nacional de Liga de primera división | Nom oficial: Campeonato Nacional de Liga de primera división | Nom oficial: Campeonato Nacional de Liga de primera división | Nom oficial: Campeonato Nacional de Liga de primera división                |
| -------------------------------------------------------------------- | ------------------------------------------------------------ | ------------------------------------------------------------ | ------------------------------------------------------------ | --------------------------------------------------------------------------- |
| 1928-29                                                              | FC Barcelona                                                 | Reial Madrid FC                                              | Athletic Club                                                | Primer campionat professional                                               |
| 1929-30                                                              | Athletic Club                                                | FC Barcelona                                                 | Arenas de Getxo                                              | Campió invicte                                                              |
| 1930-31                                                              | Athletic Club                                                | Racing de Santander                                          | Reial Societat                                               |                                                                             |
| 1931-32                                                              | Madrid FC                                                    | Athletic Club                                                | FC Barcelona                                                 | Campió invicte                                                              |
| 1932-33                                                              | Madrid FC                                                    | Athletic Club                                                | RCD Espanyol                                                 |                                                                             |
| 1933-34                                                              | Athletic Club                                                | Madrid FC                                                    | Racing de Santander                                          |                                                                             |
| 1934-35                                                              | Real Betis Balompié                                          | Madrid FC                                                    | Oviedo FC                                                    | Lliga ampliada a 12 equips                                                  |
| 1935-36                                                              | Athletic Club                                                | Madrid FC                                                    | Oviedo FC                                                    |                                                                             |
| 1939-40                                                              | Athletic-Aviación                                            | Sevilla FC                                                   | Athletic Club                                                | Suspesa entre 1936 i 1939 per la Guerra Civil                               |
| 1940-41                                                              | Atlético-Aviación                                            | Athletic Club                                                | València CF                                                  |                                                                             |
| 1941-42                                                              | València CF                                                  | Reial Madrid CF                                              | Atlético Aviación                                            | Lliga ampliada a 14 equips                                                  |
| 1942-43                                                              | Athletic Club                                                | Sevilla CF                                                   | CF Barcelona                                                 | Primer trofeu en propietat atorgat                                          |
| 1943-44                                                              | València CF                                                  | Atlético-Aviación                                            | Sevilla CF                                                   |                                                                             |
| 1944-45                                                              | CF Barcelona                                                 | Reial Madrid CF                                              | Atlético-Aviación                                            |                                                                             |
| 1945-46                                                              | Sevilla CF                                                   | CF Barcelona                                                 | Athletic Club                                                |                                                                             |
| 1946-47                                                              | València CF                                                  | Athletic Club                                                | Atlètic de Madrid                                            |                                                                             |
| 1947-48                                                              | CF Barcelona                                                 | València CF                                                  | Atlètic de Madrid                                            |                                                                             |
| 1948-49                                                              | CF Barcelona                                                 | València CF                                                  | Reial Madrid CF                                              |                                                                             |
| 1949-50                                                              | Atlètic de Madrid                                            | RCD La Coruña                                                | València CF                                                  |                                                                             |
| 1950-51                                                              | Atlètic de Madrid                                            | Sevilla CF                                                   | València CF                                                  | Lliga ampliada a 16 equips                                                  |
| 1951-52                                                              | CF Barcelona                                                 | Athletic Club                                                | Reial Madrid CF                                              |                                                                             |
| 1952-53                                                              | CF Barcelona                                                 | València CF                                                  | Reial Madrid CF                                              | Segon trofeu en propietat atorgat                                           |
| 1953-54                                                              | Reial Madrid CF                                              | CF Barcelona                                                 | València CF                                                  |                                                                             |
| 1954-55                                                              | Reial Madrid CF                                              | CF Barcelona                                                 | Athletic Club                                                |                                                                             |
| 1955-56                                                              | Athletic Club                                                | CF Barcelona                                                 | Reial Madrid CF                                              |                                                                             |
| 1956-57                                                              | Reial Madrid CF                                              | Sevilla CF                                                   | CF Barcelona                                                 |                                                                             |
| 1957-58                                                              | Reial Madrid CF                                              | Atlètic de Madrid                                            | CF Barcelona                                                 |                                                                             |
| 1958-59                                                              | CF Barcelona                                                 | Reial Madrid CF                                              | Athletic Club                                                |                                                                             |
| 1959-60                                                              | CF Barcelona                                                 | Reial Madrid CF                                              | Athletic Club                                                |                                                                             |
| 1960-61                                                              | Reial Madrid CF                                              | Atlètic de Madrid                                            | Reial Saragossa                                              | Tercer trofeu en propietat atorgat                                          |
| 1961-62                                                              | Reial Madrid CF                                              | CF Barcelona                                                 | Atlètic de Madrid                                            |                                                                             |
| 1962-63                                                              | Reial Madrid CF                                              | Atlètic de Madrid                                            | Real Oviedo CF                                               |                                                                             |
| 1963-64                                                              | Reial Madrid CF                                              | CF Barcelona                                                 | Real Betis Balompié                                          | Quart trofeu en propietat atorgat                                           |
| 1964-65                                                              | Reial Madrid CF                                              | Atlètic de Madrid                                            | Reial Saragossa                                              | Rècord de campionats consecutius                                            |
| 1965-66                                                              | Atlètic de Madrid                                            | Reial Madrid CF                                              | CF Barcelona                                                 |                                                                             |
| 1966-67                                                              | Reial Madrid CF                                              | CF Barcelona                                                 | RCD Espanyol                                                 |                                                                             |
| 1967-68                                                              | Reial Madrid CF                                              | CF Barcelona                                                 | UD Las Palmas                                                |                                                                             |
| 1968-69                                                              | Reial Madrid CF                                              | UD Las Palmas                                                | CF Barcelona                                                 | Cinquè trofeu en propietat atorgat                                          |
| 1969-70                                                              | Atlètic de Madrid                                            | Athletic Club                                                | Sevilla CF                                                   |                                                                             |
| 1970-71                                                              | València CF                                                  | CF Barcelona                                                 | Atlètic de Madrid                                            |                                                                             |
| 1971-72                                                              | Reial Madrid CF                                              | València CF                                                  | CF Barcelona                                                 | Lliga ampliada a 18 equips                                                  |
| 1972-73                                                              | Atlètic de Madrid                                            | FC Barcelona                                                 | RCD Espanyol                                                 |                                                                             |
| 1973-74                                                              | FC Barcelona                                                 | Atlètic de Madrid                                            | Reial Saragossa                                              |                                                                             |
| 1974-75                                                              | Reial Madrid CF                                              | Reial Saragossa                                              | FC Barcelona                                                 |                                                                             |
| 1975-76                                                              | Reial Madrid CF                                              | FC Barcelona                                                 | Atlètic de Madrid                                            |                                                                             |
| 1976-77                                                              | Atlètic de Madrid                                            | FC Barcelona                                                 | Athletic Club                                                |                                                                             |
| 1977-78                                                              | Reial Madrid CF                                              | FC Barcelona                                                 | Athletic Club                                                |                                                                             |
| 1978-79                                                              | Reial Madrid CF                                              | Sporting de Gijón                                            | Atlètic de Madrid                                            | Sisè trofeu en propietat atorgat                                            |
| 1979-80                                                              | Reial Madrid CF                                              | Reial Societat                                               | Sporting de Gijón                                            |                                                                             |
| 1980-81                                                              | Reial Societat                                               | Reial Madrid CF                                              | Atlètic de Madrid                                            |                                                                             |
| 1981-82                                                              | Reial Societat                                               | FC Barcelona                                                 | Reial Madrid CF                                              |                                                                             |
| 1982-83                                                              | Athletic Club                                                | Reial Madrid CF                                              | Atlètic de Madrid                                            |                                                                             |
| 1983-84                                                              | Athletic Club                                                | Reial Madrid CF                                              | FC Barcelona                                                 |                                                                             |
| Nom oficial: Liga Nacional de Fútbol Profesional de primera división |                                                              |                                                              |                                                              |                                                                             |
| 1984-85                                                              | FC Barcelona                                                 | Atlètic de Madrid                                            | Athletic Club                                                | La LFP substitueix la RFEF com a organitzador                               |
| 1985-86                                                              | Reial Madrid CF                                              | FC Barcelona                                                 | Athletic Club                                                |                                                                             |
| 1986-87                                                              | Reial Madrid CF                                              | FC Barcelona                                                 | RCD Espanyol                                                 | Lliga amb play-off final                                                    |
| 1987-88                                                              | Reial Madrid CF                                              | Reial Societat                                               | Atlètic de Madrid                                            | Lliga ampliada a 20 equips. Setè trofeu en propietat atorgat                |
| 1988-89                                                              | Reial Madrid CF                                              | FC Barcelona                                                 | València CF                                                  |                                                                             |
| 1989-90                                                              | Reial Madrid CF                                              | València CF                                                  | FC Barcelona                                                 | Rècord de campionats consecutius igualat                                    |
| 1990-91                                                              | FC Barcelona                                                 | Atlètic de Madrid                                            | Reial Madrid CF                                              |                                                                             |
| 1991-92                                                              | FC Barcelona                                                 | Reial Madrid CF                                              | Atlètic de Madrid                                            |                                                                             |
| 1992-93                                                              | FC Barcelona                                                 | Reial Madrid CF                                              | RCD La Coruña                                                | Vuitè trofeu en propietat atorgat                                           |
| 1993-94                                                              | FC Barcelona                                                 | RCD La Coruña                                                | Reial Saragossa                                              |                                                                             |
| 1994-95                                                              | Reial Madrid CF                                              | RCD La Coruña                                                | Real Betis Balompié                                          |                                                                             |
| 1995-96                                                              | Atlètic de Madrid                                            | València CF                                                  | FC Barcelona                                                 | Lliga ampliada a 22 equips. Instaurat el sistema de tres punts per victòria |
| 1996-97                                                              | Reial Madrid CF                                              | FC Barcelona                                                 | RCD La Coruña                                                |                                                                             |
| 1997-98                                                              | FC Barcelona                                                 | Athletic Club                                                | Reial Societat                                               | Lliga reduïda a 20 equips                                                   |
| 1998-99                                                              | FC Barcelona                                                 | Reial Madrid CF                                              | RCD Mallorca                                                 |                                                                             |
| 1999-00                                                              | RCD La Coruña                                                | FC Barcelona                                                 | València CF                                                  |                                                                             |
| 2000-01                                                              | Reial Madrid CF                                              | RCD La Coruña                                                | RCD Mallorca                                                 |                                                                             |
| 2001-02                                                              | València CF                                                  | RCD La Coruña                                                | Reial Madrid CF                                              |                                                                             |
| 2002-03                                                              | Reial Madrid CF                                              | Reial Societat                                               | RCD La Coruña                                                |                                                                             |
| 2003-04                                                              | València CF                                                  | FC Barcelona                                                 | RCD La Coruña                                                |                                                                             |
| 2004-05                                                              | FC Barcelona                                                 | Reial Madrid CF                                              | Vila-real CF                                                 |                                                                             |
| 2005-06                                                              | FC Barcelona                                                 | Reial Madrid CF                                              | València CF                                                  | Novè trofeu en propietat atorgat                                            |
| 2006-07                                                              | Reial Madrid CF                                              | FC Barcelona                                                 | Sevilla FC                                                   |                                                                             |
| 2007-08                                                              | Reial Madrid CF                                              | Vila-real CF                                                 | FC Barcelona                                                 |                                                                             |
| 2008-09                                                              | FC Barcelona                                                 | Reial Madrid CF                                              | Sevilla FC                                                   |                                                                             |
| 2009-10                                                              | FC Barcelona                                                 | Reial Madrid CF                                              | València CF                                                  |                                                                             |
| 2010-11                                                              | FC Barcelona                                                 | Reial Madrid CF                                              | València CF                                                  | Desè trofeu en propietat atorgat                                            |
| 2011-12                                                              | Reial Madrid CF                                              | FC Barcelona                                                 | València CF                                                  | Major puntuació i registre golejador d'un campió.                           |
| 2012-13                                                              | FC Barcelona                                                 | Reial Madrid CF                                              | Atlètic de Madrid                                            | Major puntuació d'un campió igualada i major avantatge respecte al segon    |
| 2013-14                                                              | Atlètic de Madrid                                            | FC Barcelona                                                 | Reial Madrid CF                                              |                                                                             |
| 2014-15                                                              | FC Barcelona                                                 | Reial Madrid CF                                              | Atlètic de Madrid                                            |                                                                             |
| 2015-16                                                              | FC Barcelona                                                 | Reial Madrid CF                                              | Atlètic de Madrid                                            |                                                                             |
| 2016-17                                                              | Reial Madrid CF                                              | FC Barcelona                                                 | Atlètic de Madrid                                            |                                                                             |
| 2017-18                                                              | FC Barcelona                                                 | Atlètic de Madrid                                            | Reial Madrid CF                                              |                                                                             |
| 2018-19                                                              | FC Barcelona                                                 | Atlètic de Madrid                                            | Reial Madrid CF                                              | Onzè trofeu en propietat atorgat. Primera lliga amb VAR                     |
| 2019-20                                                              | Reial Madrid CF                                              | FC Barcelona                                                 | Atlètic de Madrid                                            |                                                                             |
| 2020-21                                                              | Atlètic de Madrid                                            | Reial Madrid CF                                              | FC Barcelona                                                 |                                                                             |
| 2021-22                                                              | Reial Madrid CF                                              | FC Barcelona                                                 | Atlètic de Madrid                                            |                                                                             |
| 2022-23                                                              | FC Barcelona                                                 | Reial Madrid CF                                              | Atlètic de Madrid                                            |                                                                             |
| 2023-24                                                              | Reial Madrid CF                                              | FC Barcelona                                                 | Girona FC                                                    |                                                                             |
| 2024-25                                                              | FC Barcelona                                                 | Reial Madrid CF                                              | Atlètic de Madrid                                            |                                                                             |

## Palmarès
Nota: indicades en negreta les temporades en les quals el campió també va aconseguir el títol del Campionat d'Espanya de Copa, assenyalat com a doblet nacional.
| Club                | Títols | Subcamp. | Anys campió | Anys subcampió |
| ------------------- | ------ | -------- | --- | --- |
| Reial Madrid CF     | 36     | 27       | 1932, 1933, 1954, 1955, 1957, 1958, 1961, 1962, 1963, 1964, 1965, 1967, 1968, 1969, 1972, 1975, 1976, 1978, 1979, 1980, 1986, 1987, 1988, 1989, 1990, 1995, 1997, 2001, 2003, 2007, 2008, 2012, 2017, 2020, 2022, 2024 | 1929, 1934, 1935, 1936, 1942, 1945, 1959, 1960, 1966, 1981, 1983, 1984, 1992, 1993, 1999, 2005, 2006, 2009, 2010, 2011, 2013, 2015, 2016, 2021, 2023, 2025             |
| FC Barcelona        | 28     | 28       | 1929, 1945, 1948, 1949, 1952, 1953, 1959, 1960, 1974, 1985, 1991, 1992, 1993, 1994, 1998, 1999, 2005, 2006, 2009, 2010, 2011, 2013, 2015, 2016, 2018, 2019, 2023, 2025                                                 | 1930, 1946, 1954, 1955, 1956, 1962, 1964, 1967, 1968, 1971, 1973, 1976, 1977, 1978, 1982, 1986, 1987, 1989, 1997, 2000, 2004, 2007, 2012, 2014, 2017, 2020, 2022, 2024 |
| Atlètic de Madrid   | 11     | 10       | 1940, 1941, 1950, 1951, 1966, 1970, 1973, 1977, 1996, 2014, 2021 | 1944, 1958, 1961, 1963, 1965, 1974, 1985, 1991, 2018, 2019 |
| Athletic Club       | 8      | 7        | 1930, 1931, 1934, 1936, 1943, 1956, 1983, 1984 | 1932, 1933, 1941, 1947, 1952, 1970, 1998 |
| València CF         | 6      | 6        | 1942, 1944, 1947, 1971, 2002, 2004 | 1948, 1949, 1953, 1972, 1990, 1996 |
| Reial Societat      | 2      | 3        | 1981, 1982 | 1980, 1988, 2003 |
| RCD La Coruña       | 1      | 5        | 2000 | 1950, 1994, 1995, 2001, 2002 |
| Sevilla FC          | 1      | 4        | 1946 | 1940, 1943, 1951, 1957 |
| Reial Betis         | 1      | -        | 1935 | |
| Racing de Santander | -      | 1        | | 1931 |
| UD Las Palmas       | -      | 1        | | 1969 |
| Reial Saragossa     | -      | 1        | | 1975 |
| Sporting de Gijón   | -      | 1        | | 1979 |
| Vila-real CF        | -      | 1        | | 2008 |

## Classificació històrica
Els 4.786 punts aconseguits pel Reial Madrid CF el situen com a líder la classificació històrica de la competició entre els 63 equips que alguna vegada hi han participat. Són 110 punts els que el separen del segon classificat històric, el FC Barcelona, i a 962 punts se situa el tercer, el Club Atlético de Madrid. Elaborada per la Lliga Nacional de Futbol Professional (LNFP), es basa en els punts aconseguits per cada equip a primera divisió, independentment de si en una temporada la victòria atorgava dos o tres punts al vencedor, o del nombre de punts en joc.
Els únics tres clubs que han estat presents en totes i cadascuna de les 91 edicions de la competició són el Reial Madrid, el FC Barcelona i l'Athletic Club, seguits per les 87 temporades del València CF, situat en quarta posició.
Pel que fa a resultats, és el Reial Madrid qui acumula més victòries amb 1.741, l'Athletic Club qui acumula més empats amb 685, i el RCD Espanyol qui acumula més derrotes amb 1.119. Els madridistes són també els que tenen un millor percentatge a l'hora d'aconseguir el títol, fent-ho en un 37,36% d'ocasions entre tots els campionats disputats.
Estadístiques actualitzades fins l'últim partit de la temporada 2021-22. Sistema de puntuació històric de 2 o 3 punts per victòria. En cursiva equips sense participació en l'actualitat.
| Pos | Club              | Temporades | Punts | PJ   | PG   | PE  | PP   | Pts. x3 | títols | % Èxit 1 | % Èxit 2 |
| --- | ----------------- | ---------- | ----- | ---- | ---- | --- | ---- | ------- | ------ | -------- | -------- |
| 1   | Reial Madrid CF   | 91         | 4786  | 2952 | 1767 | 593 | 592  | 5894    | 35     | 38.46    | 66.55    |
| 2   | FC Barcelona      | 91         | 4676  | 2952 | 1705 | 602 | 645  | 5717    | 26     | 28.57    | 64.56    |
| 3   | Atlètic de Madrid | 85         | 3824  | 2804 | 1351 | 650 | 803  | 4703    | 11     | 12.09    | 55.91    |
| 4   | València CF       | 87         | 3664  | 2854 | 1259 | 678 | 917  | 4455    | 6      | 6.59     | 52.03    |
| 5   | Athletic Club     | 91         | 3616  | 2952 | 1270 | 698 | 984  | 4508    | 8      | 8.79     | 50.9     |
| 6   | Sevilla FC        | 78         | 3153  | 2598 | 1085 | 580 | 933  | 3835    | 1      | 1.1      | 49.2     |
| 7   | RCD Espanyol      | 86         | 2961  | 2778 | 989  | 654 | 1135 | 3621    | -      | -        | 43.45    |
| 8   | Reial Societat    | 75         | 2852  | 2492 | 941  | 625 | 926  | 3448    | 2      | 2.2      | 46.12    |
| 9   | Reial Betis       | 56         | 2162  | 1918 | 684  | 483 | 751  | 2600    | 1      | 1.1      | 45.19    |
| 10  | Reial Saragossa   | 58         | 2109  | 1986 | 698  | 522 | 766  | 2616    | -      | -        | 43.91    |

## Taula històrica de golejadors

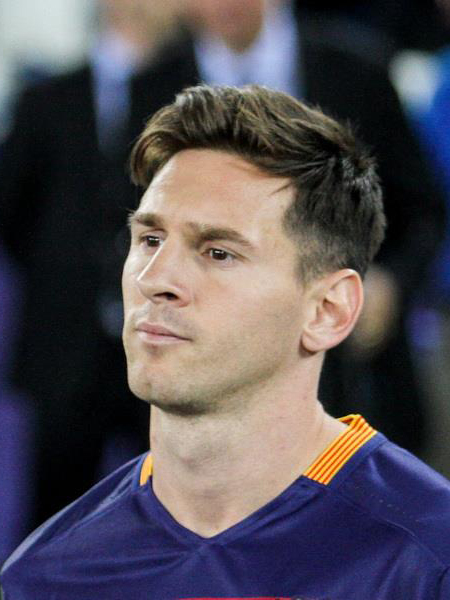
Leo Messi, golejador històric de la competició.

Per a més detalls, vegeu: Màxims golejadors de la Primera Divisió d'Espanya.
El màxim golejador de la competició és l'argentí Lionel Messi amb 474 gols, seguit del portuguès Cristiano Ronaldo i el basc Telmo Zarra amb 311 i 251 gols respectivament, després de superar els dos primers el registre de Zarra que durant anys es va mantenir com inabastable en la història de la competició.
A més, cal destacar d'entre els màxims golejadors el basc Isidro Lángara per ser el jugador amb millor mitjana golejadora de la competició, amb 1,16 gols per partit, per davant de Cristiano Ronaldo amb una mitjana d'1,07 i d'Bata amb 0,92. Només nou futbolistes han aconseguit marcar més de 200 gols en la competició.
És el diari Marca qui concedeix el Trofeu Pitxitxi al màxim golejador, a més d'altres premis anuals individuals. Entre ells destaca també el Trofeu Zamora, atorgat al porter amb coeficient més favorable de gols rebuts per partit; o el Trofeu Zarra, lliurat al màxim golejador nacional entre d'altres.
Nota: Comptabilitzats els partits i gols segons actes oficials.
| \| # \| Jugador \| Gols \| Partits \| Coeficient \| Debut \| Equip(s) \| \| ---- \| ----------------------- \| ---- \| ------- \| ---------- \| ----- \| ------------------------------------------------------------------------------------- \| \| 1.º \| Lionel Messi \| 474 \| 520 \| 0.91 \| 2004 \| FC Barcelona (474)[4] \| \| 2.º \| Cristiano Ronaldo \| 311 \| 292 \| 1.07 \| 2009 \| Reial Madrid CF (311)[5] \| \| 3.º \| Telmo Zarra \| 251 \| 277 \| 0.91 \| 1940 \| Athletic Club (251)[6] \| \| 4.º \| Karim Benzema \| 238 \| 439 \| 0.54 \| 2009 \| Reial Madrid CF (238)[7] \| \| 5.º \| Hugo Sánchez \| 234 \| 347 \| 0.67 \| 1981 \| Atlètic de Madrid (54), Reial Madrid CF (164), Rayo Vallecano (16)[8] \| \| 6.º \| Raúl González \| 228 \| 550 \| 0.41 \| 1994 \| Reial Madrid CF (228)[9] \| \| 7.º \| Alfredo Di Stéfano \| 227 \| 329 \| 0.69 \| 1953 \| Reial Madrid CF (216), RCD Espanyol (11)[10] \| \| 8.º \| César Rodríguez \| 221 \| 353 \| 0.63 \| 1940 \| Granada CF (23), FC Barcelona (190), Cultural y Deportiva Leonesa (3), Elx CF (5)[11] \| \| 9.º \| Enrique Castro Quini \| 219 \| 448 \| 0.49 \| 1968 \| Real Sporting (165), FC Barcelona (54)[12] \| \| 10.º \| Manuel Fernández Pahiño \| 212 \| 278 \| 0.76 \| 1943 \| RC Celta de Vigo (57), Reial Madrid CF (109), RC Deportivo (46)[13] \| Estadístiques actualitzades fins l'últim partit jugat el 26 maig 2024. |                         |      |         |            |       |                                                                                   |
| # | Jugador                 | Gols | Partits | Coeficient | Debut | Equip(s)                                                                          |
| 1.º | Lionel Messi            | 474  | 520     | 0.91       | 2004  | FC Barcelona (474)                                                                |
| 2.º | Cristiano Ronaldo       | 311  | 292     | 1.07       | 2009  | Reial Madrid CF (311)                                                             |
| 3.º | Telmo Zarra             | 251  | 277     | 0.91       | 1940  | Athletic Club (251)                                                               |
| 4.º | Karim Benzema           | 238  | 439     | 0.54       | 2009  | Reial Madrid CF (238)                                                             |
| 5.º | Hugo Sánchez            | 234  | 347     | 0.67       | 1981  | Atlètic de Madrid (54), Reial Madrid CF (164), Rayo Vallecano (16)                |
| 6.º | Raúl González           | 228  | 550     | 0.41       | 1994  | Reial Madrid CF (228)                                                             |
| 7.º | Alfredo Di Stéfano      | 227  | 329     | 0.69       | 1953  | Reial Madrid CF (216), RCD Espanyol (11)                                          |
| 8.º | César Rodríguez         | 221  | 353     | 0.63       | 1940  | Granada CF (23), FC Barcelona (190), Cultural y Deportiva Leonesa (3), Elx CF (5) |
| 9.º | Enrique Castro Quini    | 219  | 448     | 0.49       | 1968  | Real Sporting (165), FC Barcelona (54)                                            |
| 10.º | Manuel Fernández Pahiño | 212  | 278     | 0.76       | 1943  | RC Celta de Vigo (57), Reial Madrid CF (109), RC Deportivo (46)                   |

## Jugadors amb més partits disputats
Per a més detalls vegeu: Jugadors amb més presències a la Primera Divisió d'Espanya

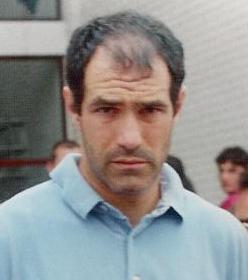
Andoni Zubizarreta, un dels jugadors amb més partits de la Primera Divisió.

Entre els jugadors que més partits han disputat al llarg de la història de la competició destaquen per sobre de tots el vitorià Andoni Zubizarreta i l'andalús Joaquín Sánchez, tots dos amb un total de 622 partits. El navarrès Raúl García (609), el madrileny Raúl González (550), el val·lisoletà Eusebio Sacristán (543), el corunyès Paco Buyo (542), l'andalús Sergio Ramos (536), el madrileny Manolo Sanchís (523), l'argentí Lionel Messi (520), el madrileny Iker Casillas (510), el terrassenc Xavi Hernández (505), l'olotí Miquel Soler (504) i l'andalús Jesús Navas (501) completen el grup de futbolistes que han disputat més de 500 partits en la competició.
| #  | Jugador            | Partits | Període              | Equip(s)                                                                               |
| -- | ------------------ | ------- | -------------------- | -------------------------------------------------------------------------------------- |
| 1  | Andoni Zubizarreta | 622     | 1981-1998            | Athletic Club (169), FC Barcelona (301), Valencia CF (152)                             |
| =  | Joaquín Sánchez    | 622     | 2001-2013, 2015-2023 | Reial Betis (407), Valencia CF (158), Málaga CF (57)                                   |
| 3  | Raúl García        | 609     | 2004-2024            | CA Osasuna (101), Atlètic de Madrid (216), Athletic Club (292)                         |
| 4  | Raúl González      | 550     | 1994-2010            | Reial Madrid CF (550)                                                                  |
| 5  | Eusebio Sacristán  | 543     | 1983-2002            | Real Valladolid CF (246), Atlètic de Madrid (27), FC Barcelona (203), R. C. Celta (67) |
| 6  | Paco Buyo          | 542     | 1980-1997            | Sevilla FC (199), Reial Madrid CF (343)                                                |
| 7  | Sergio Ramos       | 536     | 2003-2021, 2023      | Reial Madrid CF (469), Sevilla FC (67)                                                 |
| 8  | Manolo Sanchís     | 523     | 1983-2001            | Reial Madrid CF (523)                                                                  |
| 9  | Lionel Messi       | 520     | 2004-2021            | FC Barcelona (520)                                                                     |
| 10 | Iker Casillas      | 510     | 1999-2015            | Reial Madrid CF (510)                                                                  |

Estadístiques actualitzades fins l'últim partit jugat el 26 maig 2024.

## Rècords històrics de la Primera Divisió
Per a un resum estadístic de la competició complet vegeu Estadístiques de la Primera divisió espanyola de futbol

### Rècords de partits
Estadístiques actualitzades fins l'últim partit jugat el 26 maig 2024.

### Rècords de jugadors
Estadístiques actualitzades fins l'últim partit jugat el 26 maig 2024.
| \| Rècord \| Primer \| Segon \| Tercer \| \| Més títols[25] \| Paco Gento - 12 \| Pirri - 10 Leo Messi - 10 \| Amancio - 9 Santillana - 9 José Antonio Camacho - 9 Andrés Iniesta - 9 Sergio Busquets - 9 Gerard Piqué - 9 \| \| Més temporades[26] \| Miquel Soler - 20 Joaquín Sánchez - 20 Raúl García \| - 19 Ignacio Eizaguirre Piru Gaínza Paco Gento Gallego Eusebio Sacristán César Sánchez Sergio Ramos \| - 18 Manuel Pazos José Ángel Iribar Manolo Sanchís Miquel Àngel Nadal Loren Juarros Albert Lopo \| \| Més partits[27] \| Andoni Zubizarreta - 622 Joaquín Sánchez - 622 \| Raúl García - 609 \| Raúl González - 550 \| \| Més partits guanyats[28] \| Leo Messi - 383 \| Sergio Busquets - 352 \| Sergio Ramos - 342 \| \| Més partits empatats[29] \| Joaquín Sánchez - 163 \| Raúl García - 153 \| Loren - 148 \| \| Més partits perduts[30] \| Joaquín Sánchez - 210 \| Raúl García - 187 \| José Ramón Esnaola - 178 \| \| Més minuts[31] \| Andoni Zubizarreta - 55.746 \| Paco Buyo - 48.717 \| Sergio Ramos - 46.480 \| \| Més jove[32] \| Luka Romero - 15 anys i 255 dies \| Sansón - 15 anys i 255 dies \| Pedro Irastorza - 15 anys i 288 dies \| \| Més veterà[33] \| Harry Lowe - 48 anys i 226 dies \| Joaquín Sánchez - 41 anys i 318 dies \| Pepe Reina - 41 anys i 268 dies \| \| Més Pitxitxis \| Leo Messi - 8 \| Telmo Zarra - 6 \| Alfredo Di Stéfano - 5 Quini - 5 Hugo Sánchez - 5 \| \| Millors Pitxitxis \| Bata - coeficient de 1,59, temp. 1930-31 \| Isidro Lángara - coeficient de 1,5, temp. 1933-34 \| Telmo Zarra - coeficient de 1,42, temp. 1946-47 \| \| Millor coeficient global (+100 partits) \| Isidro Lángara - 1,16 (90/104) \| Cristiano Ronaldo - 1,07 (311/292) \| Leo Messi - 0,91 (474/520) \| \| Més gols en un partit[34] \| Bata - 7, 8/2/1931 Kubala - 7, 10/021952 \| César Rodríguez - 6, 22/03/1942 Mundo - 6, 28/02/1943 Telmo Zarra - 6, 19/11/1950 \| - 5 José Iraragorri Victorio Unamuno Santi Urtizberea Pablo Pombo Julián Vergara Campanal I (2) Raimundo Blanco Telmo Zarra (3) Manuel Alday Esteban Echevarría (2) Rafael Alsúa Navarro II Miguel Muñoz Kubala Hermidita Armando Merodio Pepillo II Eulogio Martínez Ferenc Puskás Fidel Uriarte Manolo Clares Johann Krankl Pitxi Alonso Bebeto Alen Peternac Fernando Morientes Radamel Falcao Cristiano Ronaldo (2) \| \| Més haul-tricks (7 gols en un partit)[34] \| Bata - 7, 8/2/1931 Kubala - 7, 10/021952 \| cap jugador \| cap jugador \| \| Més double hat-tricks (6 gols en un partit)[34] \| César Rodríguez - 6, 22/03/1942 Mundo - 6, 28/02/1943 Telmo Zarra - 6, 19/11/1950 \| cap jugador \| cap jugador \| \| Més repòkers (5 gols en un partit)[34] \| Telmo Zarra - 3, 14/02/1943 & 01/01/1947 & 04/03/1951 \| Campanal I - 2, 29/09/1940 & 25/01/1942 Esteban Echevarría - 2, 17/10/1943 & 21/12/1947 Cristiano Ronaldo - 2, 05/04/2015 & 12/09/2015 \| - 1 José Iraragorri 27/11/1932 Victorio Unamuno 19/03/1933 Santi Urtizberea 19/03/1933 Pablo Pombo 30/12/1934 Bata 17/11/1935 Julián Vergara 16/02/1936 Raimundo Blanco 28/09/1941 Manuel Alday 28/02/1943 Rafael Alsúa 02/02/1947 Navarro II 11/09/1949 Miguel Muñoz 30/01/1951 Kubala 18/11/1951 Hermidita 13/01/1952 Vavá 07/12/1958 Armando Merodio 11/01/1959 Pepillo II 07/02/1960 Eulogio Martínez 14/02/1960 Ferenc Puskás 22/01/1961 Fidel Uriarte 31/12/1967 Manolo Clares 28/11/1976 Johann Krankl 14/01/1979 Pitxi Alonso 25/02/1979 Bebeto 01/10/1995 Alen Peternac 19/05/1996 Fernando Morientes 10/02/2002 Radamel Falcao 09/12/2012 \| \| Més pòkers (4 gols en un partit)[34] \| César Rodríguez - 5, 28.03.1948 & 12.09.1948 & 19.02.1950 & 10.09.1950 & 26.10.1952 Cristiano Ronaldo - 5, 23/10/2010 & 07/05/2011 & 23/09/2014 & 05/03/2016 & 18/03/2018 Leo Messi - 5, 19.02.2012 & 05.05.2012 & 27.01.2013 & 19/09/2017 & 22/02/2020 \| Mundo - 4, 05/10/1941 & 14/12/1941 & 25/10/1942 & 31/03/1946 Telmo Zarra - 4, 11/01/1942 & 18/11/1945 & 20/01/1946 & 19/01/1947 Juan Araujo - 4, 04/12/1949 & 19/11/1950 & 24/02/1952 & 03/10/1954 Pahiño - 4, 16/04/1950 & 07/01/1951 & 13/01/1952 & 10/10/1954 Manolo Badenes - 4, 21/10/1951 & 14/11/1954 & 06/02/1955 & 15/12/1957 Alfredo Di Stéfano - 4, 27/02/1955 & 09/02/1956 & 07/04/1957 & 19/02/1961 \| Sañudo - 3, 30.12.1934 & 03.02.1935 & 28.04.1935 \| \| Més hat-tricks (3 gols en un partit)[35] \| Leo Messi - 36 \| Cristiano Ronaldo - 34 \| Telmo Zarra - 23 \| \| Més doblets (2 gols en un partit)[36] \| Leo Messi - 133 \| Cristiano Ronaldo - 85 \| Telmo Zarra - 74 \| \| Més gols en una temporada \| Leo Messi - 50, temp. 2011-12 \| Cristiano Ronaldo - 48, temp. 2014-15 \| Lionel Messi - 45, temp. 2012-13 \| \| Més gols com a local[37] \| Leo Messi - 277 \| Telmo Zarra - 179 \| Cristiano Ronaldo - 178 \| \| Més gols com a visitant[38] \| Leo Messi - 197 \| Cristiano Ronaldo - 133 \| Hugo Sánchez - 92 \| \| Més gols en una 1a volta \| Leo Messi - 28, temp. 2012-13 Cristiano Ronaldo - 28, temp. 2014-15 \| Cristiano Ronaldo - 23, temp. 2011-12 \| Cristiano Ronaldo - 22, temp. 2010-11 Leo Messi - 22, temp. 2011-12 \| \| Més gols en una 2a volta \| Leo Messi - 28, temp. 2011-12 \| Leo Messi - 24, temp. 2014-15 \| Cristiano Ronaldo - 23, temp. 2011-12 Luis Suárez - 23, temp. 2015-16 Leo Messi - 23, temp. 2017-18 \| \| Més clubs rivals marcant gol[39] \| Leo Messi - 38 \| Raúl González - 35 Aritz Aduriz - 35 Karim Benzema - 35 \| Julio Salinas - 34 \| \| Més jornades consecutives marcant[40] \| Leo Messi - 19, 2012-13 \| Mariano Martín - 10, 1943 Ronaldo - 10, 1997 Cristiano Ronaldo - 10, 2014 \| - 8 Isidro Lángara 1934 Isidro Lángara 1935-36 Pruden 1940-41 Telmo Zarra 1945 Fernando Ansola 1964 Juan Antonio Pizzi 1996 Diego Forlán 2009 Leo Messi 2012 Luis Suárez 2017 \| \| Més partits consecutius marcant[41] \| Leo Messi - 21, 2012-13 \| Ronaldo - 11, 1997-2002 Cristiano Ronaldo - 11, 2014 \| Martínez Català - 10, 1940-41 Mariano Martín - 10, 1943 Leo Messi - 10, 2012 Cristiano Ronaldo - 10, 2017 \| \| Golejador més jove[42] \| Lamine Yamal - 16 anys i 87 dies \| Fabrice Olinga - 16 anys i 98 dies \| Iker Muniain - 16 anys i 289 dies \| \| Golejador més veterà[43] \| Donato Gama da Silva - 40 anys i 138 dies \| Jorge Molina - 40 anys i 15 dies \| César Rodríguez - 39 anys i 279 dies \| \| Golejador més ràpid[44] \| Joseba Llorente 7,8 segons, 20/01/2008 \| Darío Silva 8,0 segons, 10/12/2000 \| Seydou Keita 8,2 segons, 27/03/2014 \| \| Més penals marcats[45] \| Cristiano Ronaldo - 61 (73) \| Leo Messi - 60 (73) \| Hugo Sánchez - 56 (71) \| \| Més penals errats \| Hugo Sánchez - 15 (71) \| Leo Messi - 14 (73) \| Quini - 13 (43) \| \| Més gols de falta directa \| Leo Messi - 39 \| Cristiano Ronaldo - 20 \| Ronald Koeman - 17 \| \| Més autogols[46] \| Alfonso Aparicio - 5 Fernando Cáceres - 5 Sergi Barjuan - 5 Jordi Alba - 5 \| 19 jugadors \| Més de 50 jugadors \| \| Millors assistents[47] \| Leo Messi - 192 \| Míchel - 147 \| Karim Benzema - 119 \| \| Més Zamoras \| Antoni Ramallets - 5 Víctor Valdés - 5 Jan Oblak - 5 \| Juan Acuña - 4 Santiago Cañizares - 4 \| - 3 Ricard Zamora Gregorio Blasco Josep Vicente Salvador Sadurní Luis Miguel Arconada Juan Carlos Ablanedo Thibaut Courtois \| \| Millors Zamoras \| Paco Liaño - coeficient de 0,47, temp. 1993-94 Jan Oblak - coeficient de 0,47, temp. 2015-16 \| Marc-André ter Stegen - coeficient de 0,49, temp. 2022-23 \| Víctor Valdés - coeficient de 0,50, temp. 2010-11 \| \| Més gols encaixats[48] \| Andoni Zubizarreta - 625 \| Ignacio Eizaguirre - 613 \| José María Busto - 581 \| \| Més partits sense encaixar cap gol[49] \| Andoni Zubizarreta - 235 \| Paco Buyo - 213 \| Iker Casillas - 177 \| \| Més partits consecutius sense encaixar cap gol[50] \| Abel Resino - 13 \| - 8 Edgardo Madinabeytia Miguel Reina Viti Claudio Bravo \| - 7 Luis Miguel Arconada Juan Garrido Emilio Paco Liaño Paco Buyo José Santiago Cañizares Víctor Valdés \| \| Més partits consecutius encaixant un o més gols[51] \| Emery Arocena - 54 \| Vicente Dauder - 40 \| Florenza II - 36 \| \| Més penals aturats \| Diego Alves - 24 (49) \| Andoni Zubizarreta - 16 (103) \| Paco Buyo - 15 (70) \| \| Porters més golejadors[24] \| Carlos Fenoy - 6 Nacho González - 6 \| Toni Prats - 2 \| Juan José Santamaría - 1 José Luis Chilavert - 1 Daniel Aranzubía - 1 Marko Dmitrović - 1 Yassine Bounou - 1 \| \| Més expulsats[52] \| Sergio Ramos - 21 \| Pablo Alfaro - 18 Xavier Aguado - 18 \| Juanito Rodríguez - 16 \| \| Més targetes grogues[53] \| Sergio Ramos - 194 \| Albert Lopo - 162 \| Raúl García - 159 \| | | | |
| Rècord | Primer | Segon | Tercer |
| Més títols | Paco Gento - 12 | Pirri - 10 Leo Messi - 10 | Amancio - 9 Santillana - 9 José Antonio Camacho - 9 Andrés Iniesta - 9 Sergio Busquets - 9 Gerard Piqué - 9 |
| Més temporades | Miquel Soler - 20 Joaquín Sánchez - 20 Raúl García | - 19 Ignacio Eizaguirre Piru Gaínza Paco Gento Gallego Eusebio Sacristán César Sánchez Sergio Ramos | - 18 Manuel Pazos José Ángel Iribar Manolo Sanchís Miquel Àngel Nadal Loren Juarros Albert Lopo |
| Més partits | Andoni Zubizarreta - 622 Joaquín Sánchez - 622 | Raúl García - 609 | Raúl González - 550 |
| Més partits guanyats | Leo Messi - 383 | Sergio Busquets - 352 | Sergio Ramos - 342 |
| Més partits empatats | Joaquín Sánchez - 163 | Raúl García - 153 | Loren - 148 |
| Més partits perduts | Joaquín Sánchez - 210 | Raúl García - 187 | José Ramón Esnaola - 178 |
| Més minuts | Andoni Zubizarreta - 55.746 | Paco Buyo - 48.717 | Sergio Ramos - 46.480 |
| Més jove | Luka Romero - 15 anys i 255 dies | Sansón - 15 anys i 255 dies | Pedro Irastorza - 15 anys i 288 dies |
| Més veterà | Harry Lowe - 48 anys i 226 dies | Joaquín Sánchez - 41 anys i 318 dies | Pepe Reina - 41 anys i 268 dies |
| Més Pitxitxis | Leo Messi - 8 | Telmo Zarra - 6 | Alfredo Di Stéfano - 5 Quini - 5 Hugo Sánchez - 5 |
| Millors Pitxitxis | Bata - coeficient de 1,59, temp. 1930-31 | Isidro Lángara - coeficient de 1,5, temp. 1933-34 | Telmo Zarra - coeficient de 1,42, temp. 1946-47 |
| Millor coeficient global (+100 partits) | Isidro Lángara - 1,16 (90/104) | Cristiano Ronaldo - 1,07 (311/292) | Leo Messi - 0,91 (474/520) |
| Més gols en un partit | Bata - 7, 8/2/1931 Kubala - 7, 10/021952 | César Rodríguez - 6, 22/03/1942 Mundo - 6, 28/02/1943 Telmo Zarra - 6, 19/11/1950 | - 5 José Iraragorri Victorio Unamuno Santi Urtizberea Pablo Pombo Julián Vergara Campanal I (2) Raimundo Blanco Telmo Zarra (3) Manuel Alday Esteban Echevarría (2) Rafael Alsúa Navarro II Miguel Muñoz Kubala Hermidita Armando Merodio Pepillo II Eulogio Martínez Ferenc Puskás Fidel Uriarte Manolo Clares Johann Krankl Pitxi Alonso Bebeto Alen Peternac Fernando Morientes Radamel Falcao Cristiano Ronaldo (2) |
| Més haul-tricks (7 gols en un partit) | Bata - 7, 8/2/1931 Kubala - 7, 10/021952 | cap jugador | cap jugador |
| Més double hat-tricks (6 gols en un partit) | César Rodríguez - 6, 22/03/1942 Mundo - 6, 28/02/1943 Telmo Zarra - 6, 19/11/1950 | cap jugador | cap jugador |
| Més repòkers (5 gols en un partit) | Telmo Zarra - 3, 14/02/1943 & 01/01/1947 & 04/03/1951 | Campanal I - 2, 29/09/1940 & 25/01/1942 Esteban Echevarría - 2, 17/10/1943 & 21/12/1947 Cristiano Ronaldo - 2, 05/04/2015 & 12/09/2015 | - 1 José Iraragorri 27/11/1932 Victorio Unamuno 19/03/1933 Santi Urtizberea 19/03/1933 Pablo Pombo 30/12/1934 Bata 17/11/1935 Julián Vergara 16/02/1936 Raimundo Blanco 28/09/1941 Manuel Alday 28/02/1943 Rafael Alsúa 02/02/1947 Navarro II 11/09/1949 Miguel Muñoz 30/01/1951 Kubala 18/11/1951 Hermidita 13/01/1952 Vavá 07/12/1958 Armando Merodio 11/01/1959 Pepillo II 07/02/1960 Eulogio Martínez 14/02/1960 Ferenc Puskás 22/01/1961 Fidel Uriarte 31/12/1967 Manolo Clares 28/11/1976 Johann Krankl 14/01/1979 Pitxi Alonso 25/02/1979 Bebeto 01/10/1995 Alen Peternac 19/05/1996 Fernando Morientes 10/02/2002 Radamel Falcao 09/12/2012 |
| Més pòkers (4 gols en un partit) | César Rodríguez - 5, 28.03.1948 & 12.09.1948 & 19.02.1950 & 10.09.1950 & 26.10.1952 Cristiano Ronaldo - 5, 23/10/2010 & 07/05/2011 & 23/09/2014 & 05/03/2016 & 18/03/2018 Leo Messi - 5, 19.02.2012 & 05.05.2012 & 27.01.2013 & 19/09/2017 & 22/02/2020 | Mundo - 4, 05/10/1941 & 14/12/1941 & 25/10/1942 & 31/03/1946 Telmo Zarra - 4, 11/01/1942 & 18/11/1945 & 20/01/1946 & 19/01/1947 Juan Araujo - 4, 04/12/1949 & 19/11/1950 & 24/02/1952 & 03/10/1954 Pahiño - 4, 16/04/1950 & 07/01/1951 & 13/01/1952 & 10/10/1954 Manolo Badenes - 4, 21/10/1951 & 14/11/1954 & 06/02/1955 & 15/12/1957 Alfredo Di Stéfano - 4, 27/02/1955 & 09/02/1956 & 07/04/1957 & 19/02/1961 | Sañudo - 3, 30.12.1934 & 03.02.1935 & 28.04.1935 |
| Més hat-tricks (3 gols en un partit) | Leo Messi - 36 | Cristiano Ronaldo - 34 | Telmo Zarra - 23 |
| Més doblets (2 gols en un partit) | Leo Messi - 133 | Cristiano Ronaldo - 85 | Telmo Zarra - 74 |
| Més gols en una temporada | Leo Messi - 50, temp. 2011-12 | Cristiano Ronaldo - 48, temp. 2014-15 | Lionel Messi - 45, temp. 2012-13 |
| Més gols com a local | Leo Messi - 277 | Telmo Zarra - 179 | Cristiano Ronaldo - 178 |
| Més gols com a visitant | Leo Messi - 197 | Cristiano Ronaldo - 133 | Hugo Sánchez - 92 |
| Més gols en una 1a volta | Leo Messi - 28, temp. 2012-13 Cristiano Ronaldo - 28, temp. 2014-15 | Cristiano Ronaldo - 23, temp. 2011-12 | Cristiano Ronaldo - 22, temp. 2010-11 Leo Messi - 22, temp. 2011-12 |
| Més gols en una 2a volta | Leo Messi - 28, temp. 2011-12 | Leo Messi - 24, temp. 2014-15 | Cristiano Ronaldo - 23, temp. 2011-12 Luis Suárez - 23, temp. 2015-16 Leo Messi - 23, temp. 2017-18 |
| Més clubs rivals marcant gol | Leo Messi - 38 | Raúl González - 35 Aritz Aduriz - 35 Karim Benzema - 35 | Julio Salinas - 34 |
| Més jornades consecutives marcant | Leo Messi - 19, 2012-13 | Mariano Martín - 10, 1943 Ronaldo - 10, 1997 Cristiano Ronaldo - 10, 2014 | - 8 Isidro Lángara 1934 Isidro Lángara 1935-36 Pruden 1940-41 Telmo Zarra 1945 Fernando Ansola 1964 Juan Antonio Pizzi 1996 Diego Forlán 2009 Leo Messi 2012 Luis Suárez 2017 |
| Més partits consecutius marcant | Leo Messi - 21, 2012-13 | Ronaldo - 11, 1997-2002 Cristiano Ronaldo - 11, 2014 | Martínez Català - 10, 1940-41 Mariano Martín - 10, 1943 Leo Messi - 10, 2012 Cristiano Ronaldo - 10, 2017 |
| Golejador més jove | Lamine Yamal - 16 anys i 87 dies | Fabrice Olinga - 16 anys i 98 dies | Iker Muniain - 16 anys i 289 dies |
| Golejador més veterà | Donato Gama da Silva - 40 anys i 138 dies | Jorge Molina - 40 anys i 15 dies | César Rodríguez - 39 anys i 279 dies |
| Golejador més ràpid | Joseba Llorente 7,8 segons, 20/01/2008 | Darío Silva 8,0 segons, 10/12/2000 | Seydou Keita 8,2 segons, 27/03/2014 |
| Més penals marcats | Cristiano Ronaldo - 61 (73) | Leo Messi - 60 (73) | Hugo Sánchez - 56 (71) |
| Més penals errats | Hugo Sánchez - 15 (71) | Leo Messi - 14 (73) | Quini - 13 (43) |
| Més gols de falta directa | Leo Messi - 39 | Cristiano Ronaldo - 20 | Ronald Koeman - 17 |
| Més autogols | Alfonso Aparicio - 5 Fernando Cáceres - 5 Sergi Barjuan - 5 Jordi Alba - 5 | 19 jugadors | Més de 50 jugadors |
| Millors assistents | Leo Messi - 192 | Míchel - 147 | Karim Benzema - 119 |
| Més Zamoras | Antoni Ramallets - 5 Víctor Valdés - 5 Jan Oblak - 5 | Juan Acuña - 4 Santiago Cañizares - 4 | - 3 Ricard Zamora Gregorio Blasco Josep Vicente Salvador Sadurní Luis Miguel Arconada Juan Carlos Ablanedo Thibaut Courtois |
| Millors Zamoras | Paco Liaño - coeficient de 0,47, temp. 1993-94 Jan Oblak - coeficient de 0,47, temp. 2015-16 | Marc-André ter Stegen - coeficient de 0,49, temp. 2022-23 | Víctor Valdés - coeficient de 0,50, temp. 2010-11 |
| Més gols encaixats | Andoni Zubizarreta - 625 | Ignacio Eizaguirre - 613 | José María Busto - 581 |
| Més partits sense encaixar cap gol | Andoni Zubizarreta - 235 | Paco Buyo - 213 | Iker Casillas - 177 |
| Més partits consecutius sense encaixar cap gol | Abel Resino - 13 | - 8 Edgardo Madinabeytia Miguel Reina Viti Claudio Bravo | - 7 Luis Miguel Arconada Juan Garrido Emilio Paco Liaño Paco Buyo José Santiago Cañizares Víctor Valdés |
| Més partits consecutius encaixant un o més gols | Emery Arocena - 54 | Vicente Dauder - 40 | Florenza II - 36 |
| Més penals aturats | Diego Alves - 24 (49) | Andoni Zubizarreta - 16 (103) | Paco Buyo - 15 (70) |
| Porters més golejadors | Carlos Fenoy - 6 Nacho González - 6 | Toni Prats - 2 | Juan José Santamaría - 1 José Luis Chilavert - 1 Daniel Aranzubía - 1 Marko Dmitrović - 1 Yassine Bounou - 1 |
| Més expulsats | Sergio Ramos - 21 | Pablo Alfaro - 18 Xavier Aguado - 18 | Juanito Rodríguez - 16 |
| Més targetes grogues | Sergio Ramos - 194 | Albert Lopo - 162 | Raúl García - 159 |

### Rècords d'equips
Estadístiques actualitzades fins l'últim partit jugat el 26 maig 2024.
| \| Rècord \| Equip(s) \| Xifra \| Temporada \| \| Més victòries (totes les temporades)[54] \| Reial Madrid CF \| 1.820 partits \| \| \| Més empats (totes les temporades)[55] \| Athletic Club \| 718 partits \| \| \| Més derrotes (totes les temporades)[56] \| RCD Espanyol \| 1.152 partits \| \| \| Més gols marcats (totes les temporades)[57] \| Reial Madrid CF \| 6.783 gols \| \| \| Més gols encaixats (totes les temporades)[58] \| RCD Espanyol \| 4.156 gols \| \| \| Més expulsats (totes les temporades)[59] \| Sevilla FC \| 349 \| \| \| Més targetes grogues (totes les temporades)[60] \| València CF \| 4.100 \| \| \| Més victòries (en una temporada)[61] \| Reial Madrid CF FC Barcelona \| 32 partits \| 2011-12 2012-13 \| \| Més victòries consecutives (ratxa guanyant) (en una temporada)[62] \| FC Barcelona \| 16 partits \| 2010-11 \| \| Més victòries a casa (en una temporada) \| Reial Madrid CF FC Barcelona \| 18 partits \| 1987-88 2009-10 2012-13 \| \| Més victòries a casa consecutives (ratxa guanyant a casa) (en una temporada)[63] \| Reial Madrid CF \| 17 partits \| 1985-86 \| \| Més victòries a domicili (en una temporada) \| Reial Madrid CF \| 16 partits \| 2011-12 \| \| Més victòries a domicili consecutives (ratxa guanyant a domicili) (en una temporada)[64] \| FC Barcelona Reial Madrid CF \| 10 partits \| 2010-11 2011-12 2012-13 \| \| Menys victòries (en una temporada)[65] \| Reial Saragossa Reial Betis RC Celta de Vigo CD Logroñés Sporting de Gijón \| 2 partits \| 1942-43 1943-44 1994-95 1997-98 \| \| Menys victòries consecutives (ratxa sense guanyar) (en una temporada)[66] \| UD Almería \| 28 partits \| 2023-24 \| \| Menys victòries a casa (en una temporada) \| ? \| ? \| ? \| \| Menys victòries a casa consecutives (ratxa sense guanyar a casa) (en una temporada)[67] \| UD Almería \| 18 partits \| 2023-24 \| \| Menys victòries a domicili (en una temporada) \| ? \| ? \| ? \| \| Menys victòries a domicili consecutives (ratxa sense guanyar a domicili) (en una temporada)[68] \| Osasuna \| 20 partits \| 1986-87 \| \| Més empats (en una temporada)[69] \| Deportivo de La Coruña \| 18 partits \| 2015-16 \| \| Més empats consecutius (ratxa empatant) (en una temporada)[70] \| Real Burgos CF \| 7 partits \| 1978-79 \| \| Més empats a casa (en una temporada) \| ? \| ? \| ? \| \| Més empats a casa consecutius (ratxa empatant a casa) (en una temporada)[71] \| Hèrcules CF \| 8 partits \| 1984-85 \| \| Més empats a domicili (en una temporada) \| ? \| ? \| ? \| \| Més empats a domicili consecutius (ratxa empatant a domicili) (en una temporada)[72] \| Atlètic de Madrid València CF Vila-real CF Reial Betis \| 6 partits \| 1957-58 2001-02 2014-15 2023-24 \| \| Menys empats (en una temporada)[73] \| Racing de Santander Athletic Club Reial Societat FC Barcelona Osasuna València CF \| 0 partits \| 1929-30 1930-31 1931-32 1932-33 1933-34 1935-36 1963-64 \| \| Menys empats consecutius (ratxa sense empatar) (en una temporada)[74] \| Sporting de Gijón \| 33 partits \| 2008-09 \| \| Menys empats a casa (en una temporada) \| ? \| ? \| ? \| \| Menys empats a casa consecutius (ratxa sense empatar a casa) (en una temporada)[75] \| Reial Madrid CF UD Las Palmas RC Celta de Vigo Rayo Vallecano \| 19 partits \| 1987-88 2005-06 2007-08 2009-10 2013-14 \| \| Menys empats a domicili (en una temporada) \| ? \| ? \| ? \| \| Menys empats a domicili consecutius (ratxa sense empatar a domicili) (en una temporada)[76] \| UD Las Palmas Reial Betis Vila-real CF Sporting de Gijón Sevilla FC RC Celta de Vigo Reial Madrid CF \| 19 partits \| 1986-87 1987-88 2007-08 2008-09 2009-10 2013-14 2014-15 \| \| Més derrotes (en una temporada)[77] \| Sporting de Gijón \| 29 partits \| 1997-98 \| \| Més derrotes consecutives (ratxa perdent) (en una temporada)[78] \| UD Las Palmas \| 11 partits \| 1959-60 \| \| Més derrotes a casa (en una temporada) \| ? \| ? \| ? \| \| Més derrotes a casa consecutives (ratxa perdent a casa) (en una temporada)[79] \| Córdoba FC \| 9 partits \| 2014-15 \| \| Més derrotes a domicili (en una temporada) \| ? \| ? \| ? \| \| Més derrotes a domicili consecutives (ratxa perdent a domicili) (en una temporada)[80] \| UD Almería Cadis CF \| 16 partits \| 1980-81 1981-82 \| \| Menys derrotes (en una temporada)[81] \| Athletic Club Reial Madrid CF \| 0 \| 1929-30 1931-32 \| \| Menys derrotes consecutives (ratxa sense perdre) (en una temporada)[82] \| FC Barcelona \| 36 partits \| 2017-18 \| \| Menys derrotes a casa (en una temporada) \| ? \| ? \| ? \| \| Menys derrotes a casa consecutives (ratxa sense perdre a casa) (en una temporada)[83] \| Reial Madrid CF \| 21 partits \| 1996-97 \| \| Menys derrotes a domicili (en una temporada) \| ? \| ? \| ? \| \| Menys derrotes a domicili consecutives (ratxa sense perdre a domicili) (en una temporada)[84] \| FC Barcelona \| 18 partits \| 2017-18 \| \| Més gols marcats (en una temporada)[85] \| Reial Madrid CF \| 121 gols \| 2011-12 \| \| Millor diferència de gols (en una temporada) \| Reial Madrid CF \| +89 gols \| 2011-12 \| \| Millor coeficient de gols marcats (en una temporada) \| Athletic Club \| 4,05 \| 1930-31 \| \| Més gols marcats en una 1a volta (en una temporada) \| Reial Madrid CF \| 67 gols \| 2011-12 \| \| Més gols marcats en una 2a volta (en una temporada) \| FC Barcelona \| 69 gols \| 2016-17 \| \| Més gols marcats en la 1a part del partit (en una temporada)[86] \| FC Barcelona \| 58 gols \| 2012-13 \| \| Més gols marcats en la 2a part del partit (en una temporada)[86] \| Reial Madrid CF \| 71 gols \| 2011-12 \| \| Més gols marcats consecutius (millor ratxa marcant) (en una temporada)[87] \| FC Barcelona Reial Madrid CF \| 38 partits \| 2012-13 2016-17 \| \| Més gols locals marcats (en una temporada) \| Reial Madrid CF \| 78 gols \| 1989-90 \| \| Més gols locals marcats consecutius (millor ratxa marcant a casa) (en una temporada)[88] \| FC Barcelona CD Tenerife Racing de Santander \| 21 partits \| 1995-96 1996-97 \| \| Més gols a domicili marcats (en una temporada) \| Reial Madrid CF \| 58 gols \| 2016-17 \| \| Més gols a domicili marcats consecutius (millor ratxa marcant a domicili) (en una temporada)[89] \| FC Barcelona Reial Madrid CF \| 19 partits \| 2010-11 2012-13 2016-17 2017-18 2023-24 \| \| Menys gols marcats (en una temporada)[90] \| CD Logroñés \| 15 gols \| 1994-95 \| \| Pitjor coeficient de gols marcats (en una temporada) \| ? \| ? \| ? \| \| Menys gols marcats en una 1a volta (en una temporada) \| ? \| ? \| ? \| \| Menys gols marcats en una 2a volta (en una temporada) \| ? \| ? \| ? \| \| Menys gols marcats consecutius (pitjor ratxa sense marcar) (en una temporada)[91] \| CE Sabadell FC CE Castelló \| 8 partits \| 1987-88 1990-91 \| \| Menys gols locals marcats (en una temporada) \| Granada CF \| 8 gols \| 1969-70 \| \| Menys gols locals marcats consecutius (pitjor ratxa sense marcar a casa) (en una temporada)[92] \| Athletic Club \| 7 partits \| 1995-96 \| \| Menys gols a domicili marcats (en una temporada) \| Deportivo de La Coruña \| 2 gols \| 1964-65 \| \| Menys gols a domicili marcats consecutius (pitjor ratxa sense marcar a domicili) (en una temporada)[93] \| Hèrcules CF \| 11 partits \| 2010-11 \| \| Més gols encaixats (en una temporada)[94] \| UE Lleida \| 134 gols \| 1950-51 \| \| Pitjor diferència de gols (en una temporada) \| UE Lleida \| -93 gols \| 1950-51 \| \| Pitjor coeficient de gols encaixats (en una temporada) \| ? \| ? \| ? \| \| Més gols encaixats en una 1a volta (en una temporada) \| ? \| ? \| ? \| \| Més gols encaixats en una 2a volta (en una temporada) \| ? \| ? \| ? \| \| Més gols encaixats consecutius (pitjor ratxa encaixant) (en una temporada)[95] \| Racing de Santander UD Almería \| 30 partits \| 1954-55 2010-11 \| \| Més gols encaixats a casa (en una temporada) \| ? \| ? \| ? \| \| Més gols encaixats a casa consecutius (pitjor ratxa encaixant a casa) (en una temporada)[96] \| Real Valladolid CF \| 19 partits \| 2020-21 \| \| Més gols encaixats a domicili (en una temporada) \| ? \| ? \| ? \| \| Més gols encaixats a domicili consecutius (pitjor ratxa encaixant a domicili) (en una temporada)[97] \| UD Las Palmas \| 22 partits \| 1986-87 \| \| Menys gols encaixats (en una temporada) \| Reial Madrid CF \| 15 gols \| 1931-32 \| \| Millor coeficient de gols encaixats (en una temporada) \| Deportivo de La Coruña \| 0,47 \| 1993-94 \| \| Menys gols encaixats en una 1a volta (en una temporada) \| ? \| ? \| ? \| \| Menys gols encaixats en una 2a volta (en una temporada) \| ? \| ? \| ? \| \| Menys gols encaixats en la 1a part del partit (en una temporada)[86] \| Deportivo de La Coruña \| 4 gols \| 1993-94 \| \| Menys gols encaixats en la 2a part del partit (en una temporada)[86] \| Reial Madrid CF Athletic Club \| 7 gols \| 1932-33 1969-70 \| \| Menys gols encaixats consecutius (millor ratxa sense encaixar) (en una temporada)[98] \| Atlètic de Madrid \| 13 partits \| 1990-91 \| \| Menys gols locals encaixats (en una temporada)[86] \| Córdoba FC Pontevedra CF \| 2 gols \| 1964-65 1968-69 \| \| Menys gols locals encaixats consecutius (millor ratxa sense encaixar a casa) (en una temporada)[99] \| Córdoba FC Athletic Club \| 10 \| 1964-65 1970-71 \| \| Menys gols a domicili encaixats (en una temporada) \| ? \| ? \| ? \| \| Menys gols a domicili encaixats consecutius (millor ratxa sense encaixar a domicili) (en una temporada)[100] \| FC Barcelona \| 7 \| 1986-87 \| \| Més punts (en una temporada)[101] \| Reial Madrid CF FC Barcelona \| 100 punts \| 2011-12 2012-13 \| \| Millor coeficient de punts (en una temporada) \| Reial Madrid CF FC Barcelona \| 0,88 \| 2011-12 2012-13 \| \| Menys punts (en una temporada)[102] \| Racing de Santander Arenas de Getxo RC Celta de Vigo \| 9 punts \| 1928-29 1934-35 1942-43 \| \| Pitjor coeficient de punts (en una temporada) \| Sporting de Gijón \| 0,15 \| 1997-98 \| \| Més punts a casa (en una temporada) \| FC Barcelona \| 55 punts \| 2014-15 \| \| Menys punts a casa (en una temporada) \| ? \| ? \| ? \| \| Més punts a domicili (en una temporada) \| Reial Madrid CF \| 50 punts \| 2011-12 \| \| Menys punts a domicili (en una temporada) \| ? \| ? \| ? \| \| Més punts en una 1a volta (en una temporada) \| FC Barcelona \| 55 punts \| 2012-13 \| \| Menys punts en una 1a volta (en una temporada) \| ? \| ? \| ? \| \| Més punts en una 2a volta (en una temporada) \| Reial Madrid CF \| 52 punts \| 2009-10 \| \| Menys punts en una 2a volta (en una temporada) \| ? \| ? \| ? \| \| Més expulsats (en una temporada)[103] \| Reial Saragossa \| 19 \| 1996-97 \| \| Menys expulsats (en una temporada)[104] \| Més de 200 equips \| 0 \| Múltiples temporades \| \| Més targetes grogues (en una temporada)[105] \| RCD Espanyol \| 150 \| 2012-13 \| \| Menys targetes grogues (en una temporada)[106] \| Més de 200 equips \| 0 \| Múltiples temporades \| | |               |                                                         |
| Rècord | Equip(s)                                                                                             | Xifra         | Temporada                                               |
| Més victòries (totes les temporades) | Reial Madrid CF                                                                                      | 1.820 partits |                                                         |
| Més empats (totes les temporades) | Athletic Club                                                                                        | 718 partits   |                                                         |
| Més derrotes (totes les temporades) | RCD Espanyol                                                                                         | 1.152 partits |                                                         |
| Més gols marcats (totes les temporades) | Reial Madrid CF                                                                                      | 6.783 gols    |                                                         |
| Més gols encaixats (totes les temporades) | RCD Espanyol                                                                                         | 4.156 gols    |                                                         |
| Més expulsats (totes les temporades) | Sevilla FC                                                                                           | 349           |                                                         |
| Més targetes grogues (totes les temporades) | València CF                                                                                          | 4.100         |                                                         |
| Més victòries (en una temporada) | Reial Madrid CF FC Barcelona                                                                         | 32 partits    | 2011-12 2012-13                                         |
| Més victòries consecutives (ratxa guanyant) (en una temporada) | FC Barcelona                                                                                         | 16 partits    | 2010-11                                                 |
| Més victòries a casa (en una temporada) | Reial Madrid CF FC Barcelona                                                                         | 18 partits    | 1987-88 2009-10 2012-13                                 |
| Més victòries a casa consecutives (ratxa guanyant a casa) (en una temporada) | Reial Madrid CF                                                                                      | 17 partits    | 1985-86                                                 |
| Més victòries a domicili (en una temporada) | Reial Madrid CF                                                                                      | 16 partits    | 2011-12                                                 |
| Més victòries a domicili consecutives (ratxa guanyant a domicili) (en una temporada) | FC Barcelona Reial Madrid CF                                                                         | 10 partits    | 2010-11 2011-12 2012-13                                 |
| Menys victòries (en una temporada) | Reial Saragossa Reial Betis RC Celta de Vigo CD Logroñés Sporting de Gijón                           | 2 partits     | 1942-43 1943-44 1994-95 1997-98                         |
| Menys victòries consecutives (ratxa sense guanyar) (en una temporada) | UD Almería                                                                                           | 28 partits    | 2023-24                                                 |
| Menys victòries a casa (en una temporada) | ? | ?             | ?                                                       |
| Menys victòries a casa consecutives (ratxa sense guanyar a casa) (en una temporada) | UD Almería                                                                                           | 18 partits    | 2023-24                                                 |
| Menys victòries a domicili (en una temporada) | ? | ?             | ?                                                       |
| Menys victòries a domicili consecutives (ratxa sense guanyar a domicili) (en una temporada) | Osasuna                                                                                              | 20 partits    | 1986-87                                                 |
| Més empats (en una temporada) | Deportivo de La Coruña                                                                               | 18 partits    | 2015-16                                                 |
| Més empats consecutius (ratxa empatant) (en una temporada) | Real Burgos CF                                                                                       | 7 partits     | 1978-79                                                 |
| Més empats a casa (en una temporada) | ? | ?             | ?                                                       |
| Més empats a casa consecutius (ratxa empatant a casa) (en una temporada) | Hèrcules CF                                                                                          | 8 partits     | 1984-85                                                 |
| Més empats a domicili (en una temporada) | ? | ?             | ?                                                       |
| Més empats a domicili consecutius (ratxa empatant a domicili) (en una temporada) | Atlètic de Madrid València CF Vila-real CF Reial Betis                                               | 6 partits     | 1957-58 2001-02 2014-15 2023-24                         |
| Menys empats (en una temporada) | Racing de Santander Athletic Club Reial Societat FC Barcelona Osasuna València CF                    | 0 partits     | 1929-30 1930-31 1931-32 1932-33 1933-34 1935-36 1963-64 |
| Menys empats consecutius (ratxa sense empatar) (en una temporada) | Sporting de Gijón                                                                                    | 33 partits    | 2008-09                                                 |
| Menys empats a casa (en una temporada) | ? | ?             | ?                                                       |
| Menys empats a casa consecutius (ratxa sense empatar a casa) (en una temporada) | Reial Madrid CF UD Las Palmas RC Celta de Vigo Rayo Vallecano                                        | 19 partits    | 1987-88 2005-06 2007-08 2009-10 2013-14                 |
| Menys empats a domicili (en una temporada) | ? | ?             | ?                                                       |
| Menys empats a domicili consecutius (ratxa sense empatar a domicili) (en una temporada) | UD Las Palmas Reial Betis Vila-real CF Sporting de Gijón Sevilla FC RC Celta de Vigo Reial Madrid CF | 19 partits    | 1986-87 1987-88 2007-08 2008-09 2009-10 2013-14 2014-15 |
| Més derrotes (en una temporada) | Sporting de Gijón                                                                                    | 29 partits    | 1997-98                                                 |
| Més derrotes consecutives (ratxa perdent) (en una temporada) | UD Las Palmas                                                                                        | 11 partits    | 1959-60                                                 |
| Més derrotes a casa (en una temporada) | ? | ?             | ?                                                       |
| Més derrotes a casa consecutives (ratxa perdent a casa) (en una temporada) | Córdoba FC                                                                                           | 9 partits     | 2014-15                                                 |
| Més derrotes a domicili (en una temporada) | ? | ?             | ?                                                       |
| Més derrotes a domicili consecutives (ratxa perdent a domicili) (en una temporada) | UD Almería Cadis CF                                                                                  | 16 partits    | 1980-81 1981-82                                         |
| Menys derrotes (en una temporada) | Athletic Club Reial Madrid CF                                                                        | 0             | 1929-30 1931-32                                         |
| Menys derrotes consecutives (ratxa sense perdre) (en una temporada) | FC Barcelona                                                                                         | 36 partits    | 2017-18                                                 |
| Menys derrotes a casa (en una temporada) | ? | ?             | ?                                                       |
| Menys derrotes a casa consecutives (ratxa sense perdre a casa) (en una temporada) | Reial Madrid CF                                                                                      | 21 partits    | 1996-97                                                 |
| Menys derrotes a domicili (en una temporada) | ? | ?             | ?                                                       |
| Menys derrotes a domicili consecutives (ratxa sense perdre a domicili) (en una temporada) | FC Barcelona                                                                                         | 18 partits    | 2017-18                                                 |
| Més gols marcats (en una temporada) | Reial Madrid CF                                                                                      | 121 gols      | 2011-12                                                 |
| Millor diferència de gols (en una temporada) | Reial Madrid CF                                                                                      | +89 gols      | 2011-12                                                 |
| Millor coeficient de gols marcats (en una temporada) | Athletic Club                                                                                        | 4,05          | 1930-31                                                 |
| Més gols marcats en una 1a volta (en una temporada) | Reial Madrid CF                                                                                      | 67 gols       | 2011-12                                                 |
| Més gols marcats en una 2a volta (en una temporada) | FC Barcelona                                                                                         | 69 gols       | 2016-17                                                 |
| Més gols marcats en la 1a part del partit (en una temporada) | FC Barcelona                                                                                         | 58 gols       | 2012-13                                                 |
| Més gols marcats en la 2a part del partit (en una temporada) | Reial Madrid CF                                                                                      | 71 gols       | 2011-12                                                 |
| Més gols marcats consecutius (millor ratxa marcant) (en una temporada) | FC Barcelona Reial Madrid CF                                                                         | 38 partits    | 2012-13 2016-17                                         |
| Més gols locals marcats (en una temporada) | Reial Madrid CF                                                                                      | 78 gols       | 1989-90                                                 |
| Més gols locals marcats consecutius (millor ratxa marcant a casa) (en una temporada) | FC Barcelona CD Tenerife Racing de Santander                                                         | 21 partits    | 1995-96 1996-97                                         |
| Més gols a domicili marcats (en una temporada) | Reial Madrid CF                                                                                      | 58 gols       | 2016-17                                                 |
| Més gols a domicili marcats consecutius (millor ratxa marcant a domicili) (en una temporada) | FC Barcelona Reial Madrid CF                                                                         | 19 partits    | 2010-11 2012-13 2016-17 2017-18 2023-24                 |
| Menys gols marcats (en una temporada) | CD Logroñés                                                                                          | 15 gols       | 1994-95                                                 |
| Pitjor coeficient de gols marcats (en una temporada) | ? | ?             | ?                                                       |
| Menys gols marcats en una 1a volta (en una temporada) | ? | ?             | ?                                                       |
| Menys gols marcats en una 2a volta (en una temporada) | ? | ?             | ?                                                       |
| Menys gols marcats consecutius (pitjor ratxa sense marcar) (en una temporada) | CE Sabadell FC CE Castelló                                                                           | 8 partits     | 1987-88 1990-91                                         |
| Menys gols locals marcats (en una temporada) | Granada CF                                                                                           | 8 gols        | 1969-70                                                 |
| Menys gols locals marcats consecutius (pitjor ratxa sense marcar a casa) (en una temporada) | Athletic Club                                                                                        | 7 partits     | 1995-96                                                 |
| Menys gols a domicili marcats (en una temporada) | Deportivo de La Coruña                                                                               | 2 gols        | 1964-65                                                 |
| Menys gols a domicili marcats consecutius (pitjor ratxa sense marcar a domicili) (en una temporada) | Hèrcules CF                                                                                          | 11 partits    | 2010-11                                                 |
| Més gols encaixats (en una temporada) | UE Lleida                                                                                            | 134 gols      | 1950-51                                                 |
| Pitjor diferència de gols (en una temporada) | UE Lleida                                                                                            | -93 gols      | 1950-51                                                 |
| Pitjor coeficient de gols encaixats (en una temporada) | ? | ?             | ?                                                       |
| Més gols encaixats en una 1a volta (en una temporada) | ? | ?             | ?                                                       |
| Més gols encaixats en una 2a volta (en una temporada) | ? | ?             | ?                                                       |
| Més gols encaixats consecutius (pitjor ratxa encaixant) (en una temporada) | Racing de Santander UD Almería                                                                       | 30 partits    | 1954-55 2010-11                                         |
| Més gols encaixats a casa (en una temporada) | ? | ?             | ?                                                       |
| Més gols encaixats a casa consecutius (pitjor ratxa encaixant a casa) (en una temporada) | Real Valladolid CF                                                                                   | 19 partits    | 2020-21                                                 |
| Més gols encaixats a domicili (en una temporada) | ? | ?             | ?                                                       |
| Més gols encaixats a domicili consecutius (pitjor ratxa encaixant a domicili) (en una temporada) | UD Las Palmas                                                                                        | 22 partits    | 1986-87                                                 |
| Menys gols encaixats (en una temporada) | Reial Madrid CF                                                                                      | 15 gols       | 1931-32                                                 |
| Millor coeficient de gols encaixats (en una temporada) | Deportivo de La Coruña                                                                               | 0,47          | 1993-94                                                 |
| Menys gols encaixats en una 1a volta (en una temporada) | ? | ?             | ?                                                       |
| Menys gols encaixats en una 2a volta (en una temporada) | ? | ?             | ?                                                       |
| Menys gols encaixats en la 1a part del partit (en una temporada) | Deportivo de La Coruña                                                                               | 4 gols        | 1993-94                                                 |
| Menys gols encaixats en la 2a part del partit (en una temporada) | Reial Madrid CF Athletic Club                                                                        | 7 gols        | 1932-33 1969-70                                         |
| Menys gols encaixats consecutius (millor ratxa sense encaixar) (en una temporada) | Atlètic de Madrid                                                                                    | 13 partits    | 1990-91                                                 |
| Menys gols locals encaixats (en una temporada) | Córdoba FC Pontevedra CF                                                                             | 2 gols        | 1964-65 1968-69                                         |
| Menys gols locals encaixats consecutius (millor ratxa sense encaixar a casa) (en una temporada) | Córdoba FC Athletic Club                                                                             | 10            | 1964-65 1970-71                                         |
| Menys gols a domicili encaixats (en una temporada) | ? | ?             | ?                                                       |
| Menys gols a domicili encaixats consecutius (millor ratxa sense encaixar a domicili) (en una temporada) | FC Barcelona                                                                                         | 7             | 1986-87                                                 |
| Més punts (en una temporada) | Reial Madrid CF FC Barcelona                                                                         | 100 punts     | 2011-12 2012-13                                         |
| Millor coeficient de punts (en una temporada) | Reial Madrid CF FC Barcelona                                                                         | 0,88          | 2011-12 2012-13                                         |
| Menys punts (en una temporada) | Racing de Santander Arenas de Getxo RC Celta de Vigo                                                 | 9 punts       | 1928-29 1934-35 1942-43                                 |
| Pitjor coeficient de punts (en una temporada) | Sporting de Gijón                                                                                    | 0,15          | 1997-98                                                 |
| Més punts a casa (en una temporada) | FC Barcelona                                                                                         | 55 punts      | 2014-15                                                 |
| Menys punts a casa (en una temporada) | ? | ?             | ?                                                       |
| Més punts a domicili (en una temporada) | Reial Madrid CF                                                                                      | 50 punts      | 2011-12                                                 |
| Menys punts a domicili (en una temporada) | ? | ?             | ?                                                       |
| Més punts en una 1a volta (en una temporada) | FC Barcelona                                                                                         | 55 punts      | 2012-13                                                 |
| Menys punts en una 1a volta (en una temporada) | ? | ?             | ?                                                       |
| Més punts en una 2a volta (en una temporada) | Reial Madrid CF                                                                                      | 52 punts      | 2009-10                                                 |
| Menys punts en una 2a volta (en una temporada) | ? | ?             | ?                                                       |
| Més expulsats (en una temporada) | Reial Saragossa                                                                                      | 19            | 1996-97                                                 |
| Menys expulsats (en una temporada) | Més de 200 equips                                                                                    | 0             | Múltiples temporades                                    |
| Més targetes grogues (en una temporada) | RCD Espanyol                                                                                         | 150           | 2012-13                                                 |
| Menys targetes grogues (en una temporada) | Més de 200 equips                                                                                    | 0             | Múltiples temporades                                    |